# Helicoma ambiens
Helicoma ambiens är en svampart som beskrevs av Morgan 1892. Helicoma ambiens ingår i släktet Helicoma och familjen Tubeufiaceae.   Inga underarter finns listade i Catalogue of Life.